# Hermann Emil Pohle

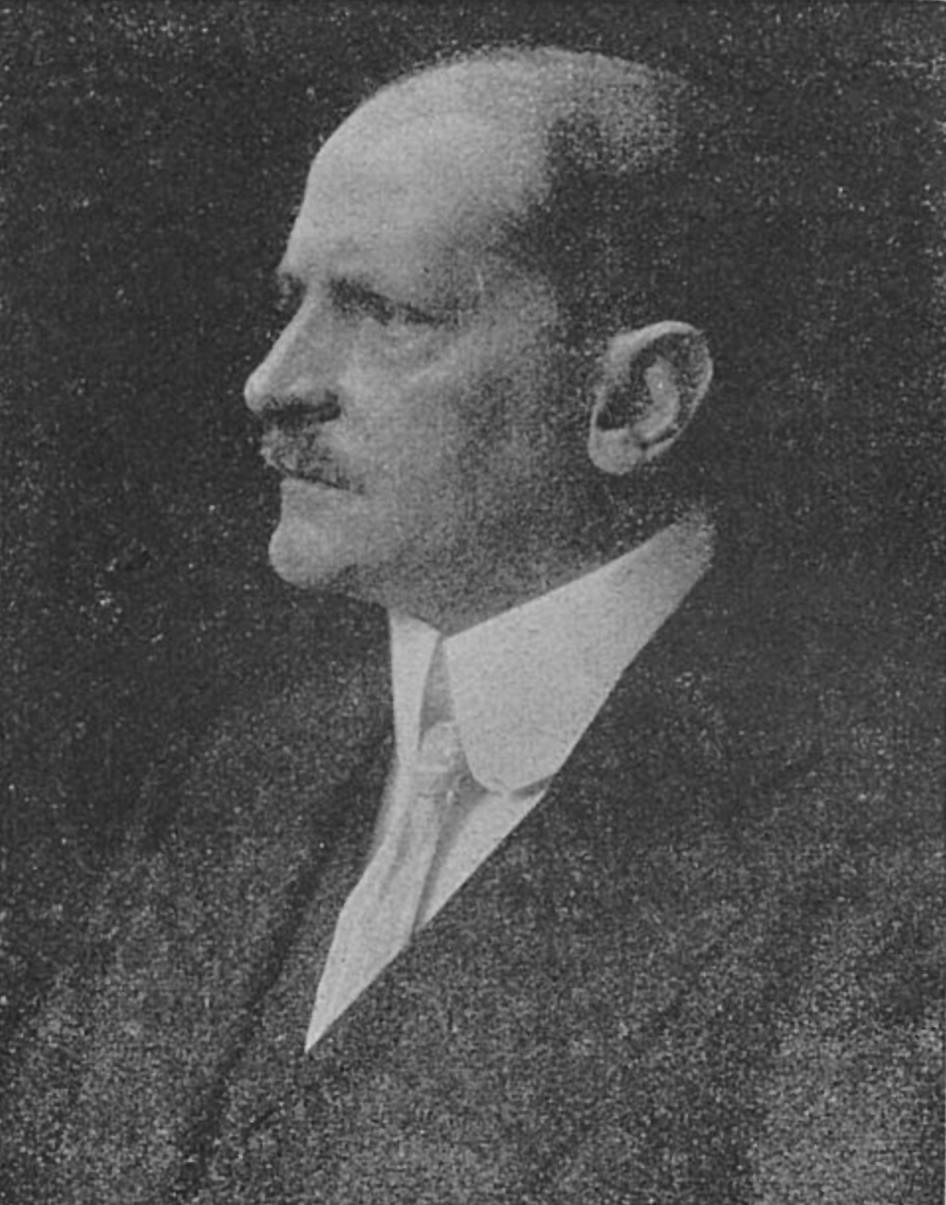
Hermann Emil Pohle zu seinem 50. Geburtstag (1913)

Hermann Emil Pohle, häufig Hermann Pohle der Jüngere genannt (* 12. Dezember 1863 in Düsseldorf; † 17. November 1914 ebenda), war ein deutscher Maler.

## Leben

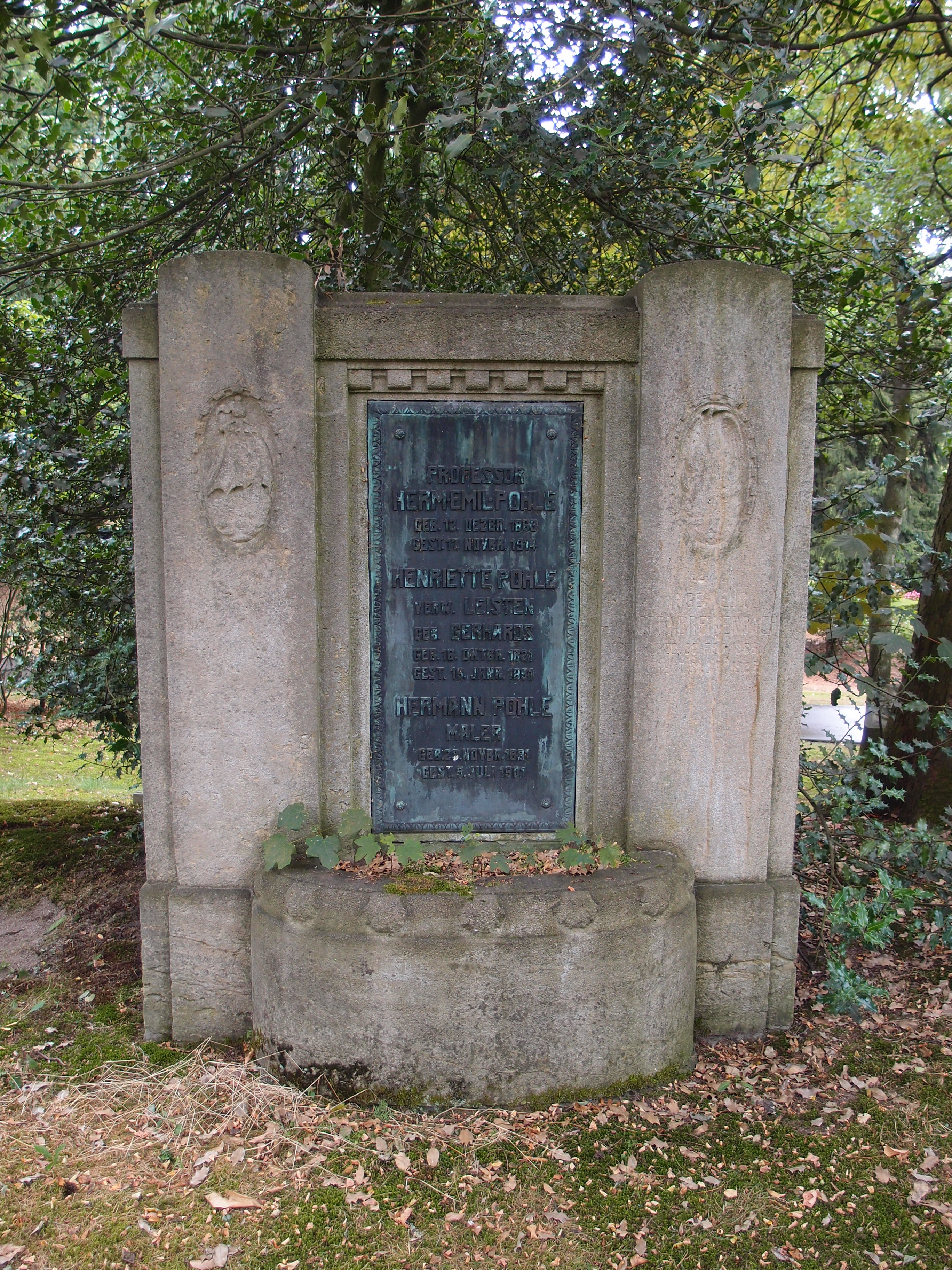
Grab: Hermann Pohle (1831–1901), Hermann Emil Pohle („der Jüngere“)

Der Sohn des Landschaftsmalers Hermann Pohle war von 1889 bis 1895 Schüler von Peter Janssen an der Düsseldorfer Kunstakademie. Er war ein „bedeutender Historienmaler […], der auch als Genre-, Landschafts- und Porträtmaler hervorgetreten“ ist, seine „… Bilder wirken jedoch allzu maniriert; seine Historienbilder orientieren sich an der venezianischen Kunst des 16. und 17. Jahrhunderts“.
Pohle wohnte in der Jägerhofstraße 13 in Düsseldorf und hatte sein Atelier unter der Adresse Elberfelder Straße 5. Der Landschaftsmaler und Fotograf Wilhelm Degode hatte in den 1880er-Jahren seinen ersten Wohnsitz in Düsseldorf auf der Jägerhofstraße bei Hermann Emil Pohle, nicht weit entfernt vom Düsseldorfer Künstlerverein Malkasten, dessen Mitglieder sie waren. Pohle starb überraschend im Alter von 51 Jahren an einem Herzversagen, als er gerade in einer Sitzung im Malkasten saß. Seit 1910 war er als Nachfolger von Fritz Roeber zudem Vorsitzender des Vereins zur Veranstaltung von Kunstausstellungen und des Vereins Düsseldorfer Künstler zur gegenseitigen Unterstützung und Hilfe. Auch gehörte er der Düsseldorfer Künstler-Vereinigung 1899 an. Die großen Düsseldorfer Ausstellungen in den Jahren 1911 und 1913 hatte er organisiert. Werke von ihm waren zudem in den großen Kunstausstellungen in Berlin, Dresden, München, St. Louis (USA) oder Wien ausgestellt.
Pohle liegt in einem Gemeinschaftsgrab mit seinem Vater auf dem Nordfriedhof in Düsseldorf.

## Werke
Als sein Hauptwerk wird sein Zyklus Werdegang der Schiene aus sechs großen Wandbildern im Stahlhof angesehen, der Szenen aus der modernen Industrie zeigt. Daneben war er für seine romantischen Landschaften, strenge Geschichtsmalerei und dekorative Kunst bekannt.
- Durchgehender Viererzug 1890 (Aquarell)
- Friedrich der Große nach der Schlacht von Zorndorf im zerstörten Küstrin 1895[2]
- Faunfamilie 1896
- Abend
- Bildnisse einer Spanierin
- Nach dem Regen[3]
- Sommerlandschaft[4]
- Landschaft mit Wasserträgerin am Fluß[5]
- A wagon in a wooded landscape[6]
- Deckengemälde im Esszimmer des Hauses Königsallee 13 in Düsseldorf[7]
- Wandbilder-Zyklus Werdegang der Schiene im Sitzungssaal des Stahlhofs in Düsseldorf (sechs Einzelbilder, darunter die Motive Kokerei und Hochofenanlage)

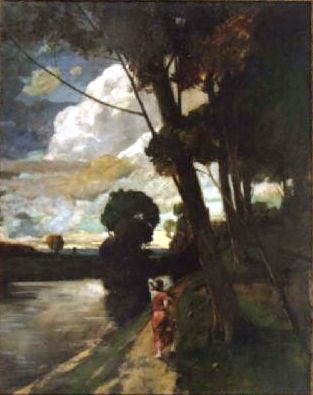
Landschaft mit Wasserträgerin am Fluß

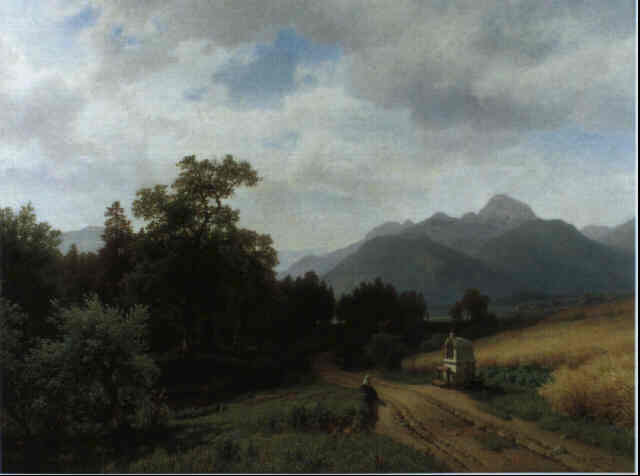
Sommerlandschaft
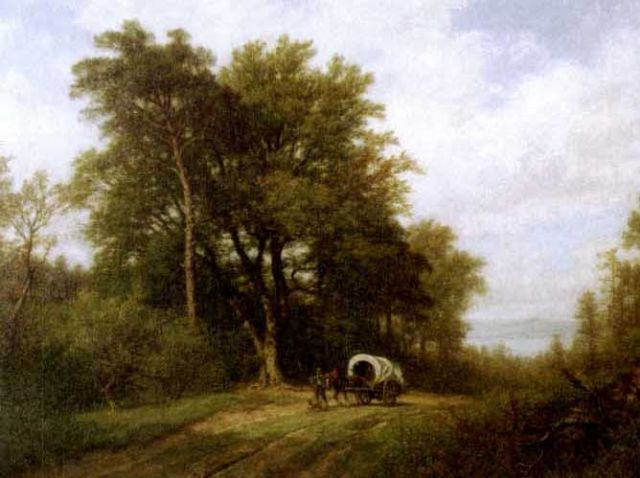
A wagon in a wooded landscape
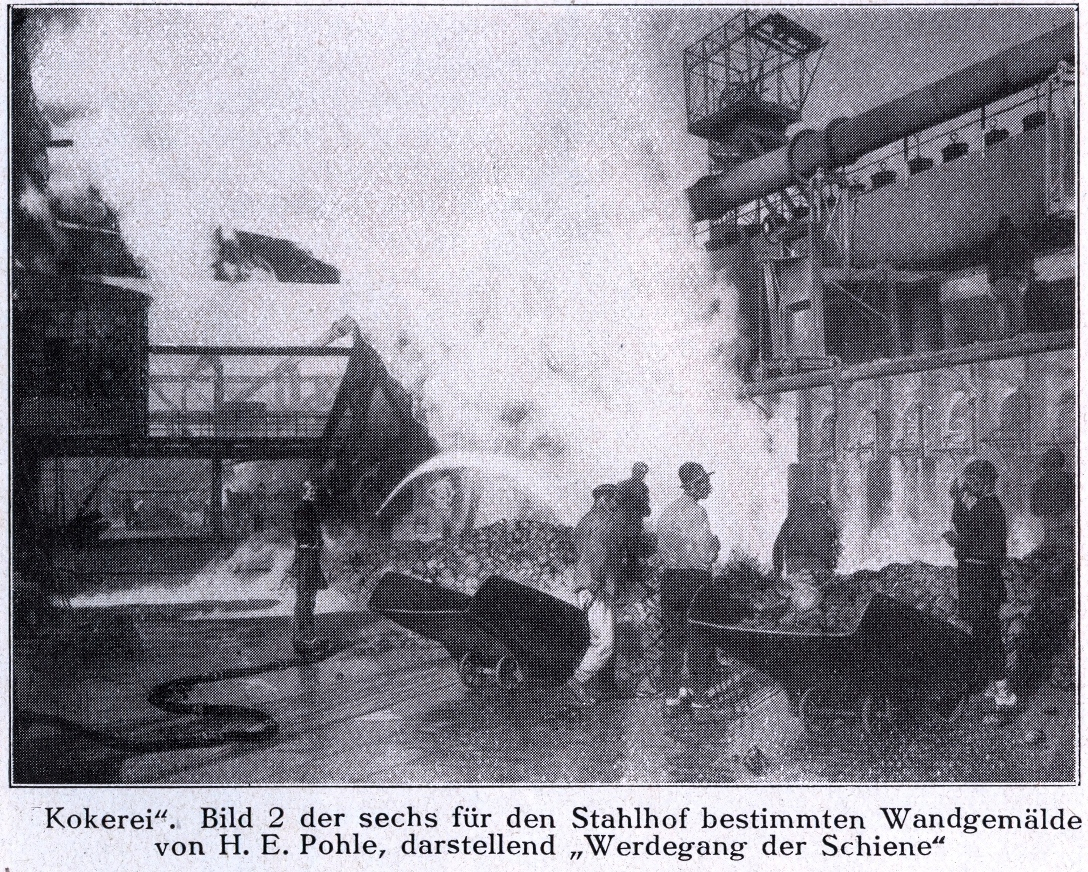
Kokerei, aus dem Wandbilder-Zyklus Werdegang der Schiene im Düsseldorfer Stahlhof
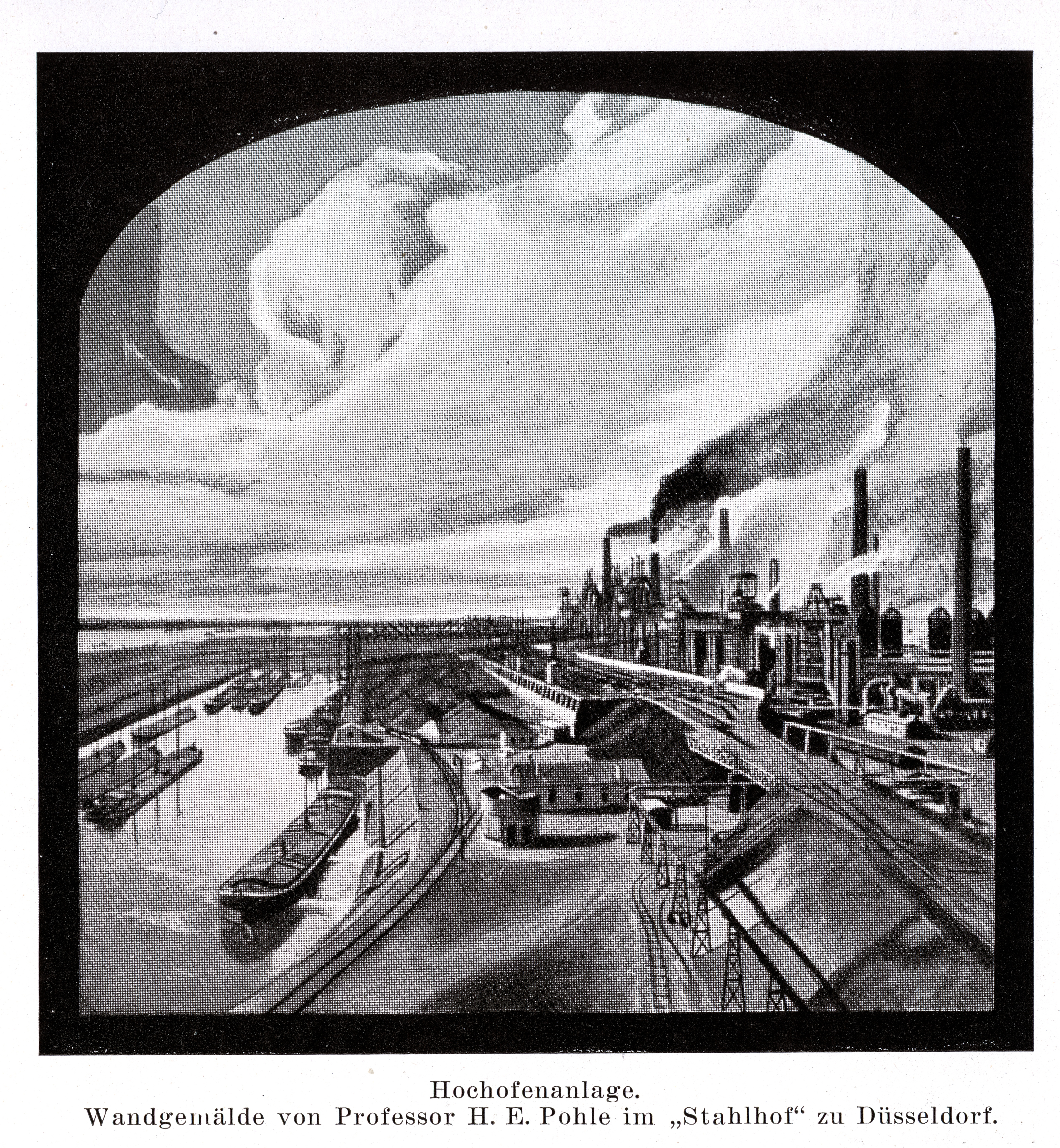
Hochofenanlage, aus dem Wandbilder-Zyklus Werdegang der Schiene im Düsseldorfer Stahlhof